# Naja sagittifera
Naja sagittifera, también conocida como "cobra de Andamán", es una especie de serpiente de la familia Elapidae.

## Hallazgo y distribución
La serpiente fue descrita por primera vez por el naturalista Wall en el año 1913, y habita únicamente en la India, concretamente en las islas Andamán.

## Hábitat y características
Se trata de una especie de serpiente venenosa que habita en bosques, y en plantaciones.